# Ameridion paidiscum
Ameridion paidiscum là một loài nhện trong họ Theridiidae.
Loài này thuộc chi Ameridion. Ameridion paidiscum được Herbert Walter Levi miêu tả năm 1959.